# Pecunia traiecticia
Detta anche foenus nauticum, la pecunia traiecticia era un tipo particolare di contratto di mutuo che riguardava somme di denaro date in prestito per operazioni commerciali d'oltremare, con tassi di interesse generalmente elevati.
I tassi erano spesso al di sopra del limite legale, ma non erano considerati usurari perché, in deroga al principio res perit domino (approssimativamente "la cosa perisce in mano al proprietario" = il perimento fortuito è a carico del proprietario), se il denaro trasportato fosse andato perso, il rischio sarebbe stato sopportato dal mutuante e non dal mutuatario, che era liberato.
| Controllo di autorità | Thesaurus BNCF 53872 |